# Aegus curtisii
Aegus curtisii is een keversoort uit de familie vliegende herten (Lucanidae). De wetenschappelijke naam van de soort werd in 1890 gepubliceerd door Charles Owen Waterhouse.